# Шалонда Соломон
Шалонда Соломон (англ. Shalonda Solomon; нар. 19 грудня 1985) — американська легкоатлетка, яка спеціалізувалася на спринті.

## Спортивні досягнення
Чемпіонка світу з естафетного бігу 4×100 метрів (2011, виступала в попередньому забігу). Фіналістка (4-е місце) чемпіонату світу з бігу на 200 метрів (2011).
Чемпіонка (2014) та бронзова призерка (2017) Світових естафет з естафетного бігу 4×200 метрів.
Чемпіонка світу серед юніорів з бігу на 200 метрів та естафетного бігу 4×100 метрів (2004). Срібна призерка чемпіонату світу серед юніорів з естафетного бігу 4×100 метрів (2002).
Переможниця Континентального кубку з естафетного бігу 4×100 метрів (2010). Фінішувала 2-ю на Континентальному кубку в бігу на 100 метрів (2010).
Чемпіонка США з бігу на 200 метрів (2011). Віцечемпіонка США з бігу на 200 метрів (2010).
Найкращий виступ з бігу на 100 метрів на чемпіонатах США — 5-е місце у 2014.
Найкращий виступ з бігу на 60 метрів на чемпіонатах США в приміщенні — 6-е місце у 2015.